# WTA Challenger de Buenos Aires
O WTA Challenger de Buenos Aires  – ou IEB+ Argentina Open, atualmente – é um torneio de tênis profissional feminino, de nível WTA 125.
Realizado em Buenos Aires, na capital da Argentina, estreou em 2021. Os jogos são disputados em quadras de saibro durante os meses de novembro e dezembro.

## Finais

### Simples
| Ano  | Campeã        | Vice-campeã         | Resultado     |
| ---- | ------------- | ------------------- | ------------- |
| 2024 | Mayar Sherif  | Katarzyna Kawa      | 6–3, 4–6, 6–4 |
| 2023 | Laura Pigossi | María Lourdes Carlé | 6–3, 6–2      |
| 2022 | Panna Udvardy | Danka Kovinić       | 6–4, 6–1      |
| 2021 | Anna Bondár   | Diane Parry         | 6–3, 6–3      |

### Duplas
| Ano  | Campeãs                                 | Vice-campeãs                            | Resultado        |
| ---- | --------------------------------------- | --------------------------------------- | ---------------- |
| 2024 | Maja Chwalińska Katarzyna Kawa          | Laura Pigossi Mayar Sherif              | 6–4, 3–6, [10–7] |
| 2023 | María Lourdes Carlé Despina Papamichail | María Paulina Pérez García Sofia Sewing | 6–3, 4–6, [11–9] |
| 2022 | Irina Bara Sara Errani                  | Jang Su-jeong You Xiaodi                | 6–1, 7–5         |
| 2021 | Irina Bara Ekaterine Gorgodze           | María Lourdes Carlé Despina Papamichail | 5–7, 7–5, [10–4] |